# Parma Calcio 1913 2024-2025 (femminile)
Questa voce raccoglie le informazioni riguardanti la sezione femminile del Parma Calcio 1913 nelle competizioni ufficiali della stagione 2024-2025.

## Divise e sponsor
Il fornitore tecnico per la stagione 2024-2025 è Puma.
Gli sponsor di maglia sono i seguenti:
- Oxfam,[1] il cui marchio appare al centro della divisa.
- Fidenza Village,[2] sulla parte centrale del petto.
- Colser, sulla manica sinistra
- Lavoropiù,[2] sul retro sotto il numero di maglia
- Uagliò,[2] il cui marchio appare sui pantaloncini.

| Casa | Trasferta | Terza divisa |

## Rosa
| N. |                        | Ruolo | Calciatrice      |
| -- | ---------------------- | ----- | ---------------- |
| 1  | Italia (bandiera)      | P     | Fabiana Fierro   |
| 5  | Italia (bandiera)      | C     | Laura Peruzzo    |
| 6  | Italia (bandiera)      | D     | Carlotta Masu    |
| 7  | Francia (bandiera)     | C     | Iris Rabot       |
| 8  | Italia (bandiera)      | C     | Giada Pondini    |
| 9  | Italia (bandiera)      | A     | Gaia Lonati      |
| 11 | Italia (bandiera)      | A     | Danila Zazzera   |
| 12 | Italia (bandiera)      | P     | Lucia Sassi      |
| 14 | Italia (bandiera)      | D     | Giulia Asta      |
| 15 | Stati Uniti (bandiera) | D     | Lauren Lapomarda |
| 16 | Italia (bandiera)      | D     | Federica Rizza   |
| 17 | Italia (bandiera)      | A     | Gaia Distefano   |
| 18 | Italia (bandiera)      | C     | Jasmine Mounecif |
| 19 | Italia (bandiera)      | C     | Elena Nichele    |
| 20 | Italia (bandiera)      | D     | Jenny Requirez   |

| N. |                        | Ruolo | Calciatrice                 |
| -- | ---------------------- | ----- | --------------------------- |
| 21 | Slovenia (bandiera)    | A     | Nina Kajzba                 |
| 22 | Italia (bandiera)      | C     | Anna Catelli                |
| 23 | Italia (bandiera)      | A     | Alessia Rognoni             |
| 24 | Italia (bandiera)      | D     | Sofia Meneghini             |
| 25 | Italia (bandiera)      | D     | Caterina Ambrosi (capitano) |
| 26 | Italia (bandiera)      | C     | Maria Gueguen               |
| 27 | Italia (bandiera)      | A     | Caterina Ferin              |
| 28 | Italia (bandiera)      | C     | Zhanna Ferrario             |
| 29 | Ungheria (bandiera)    | C     | Szandra Ploner              |
| 46 | Italia (bandiera)      | C     | Veronica Benedetti          |
| 73 | Inghilterra (bandiera) | D     | Danielle Cox                |
| 77 | Italia (bandiera)      | P     | Matilde Copetti             |
| 81 | Italia (bandiera)      | A     | Sara Iardino                |
| 82 | Italia (bandiera)      | C     | Camilla Cini                |
| 91 | Francia (bandiera)     | C     | Annahita Zamanian           |

## Calciomercato

### Sessione estiva
| Acquisti | Acquisti         | Acquisti   | Acquisti      |
| R.       | Nome             | da         | Modalità      |
| -------- | ---------------- | ---------- | ------------- |
| P        | Matilde Copetti  | Milan      | prestito      |
| P        | Fabiana Fierro   | Lazio      | svincolata    |
| P        | Lucia Sassi      | Bologna    | svincolata    |
| P        | Ilaria Toniolo   | Juventus   | prestito      |
| D        | Giulia Asta      | Freedom    | svincolata    |
| D        | Danielle Cox     | Como       | definitivo    |
| D        | Sofia Meneghini  | Verona     | svincolata    |
| D        | Jenny Requirez   | Juventus   | svincolata    |
| C        | Anna Catelli     | Inter      | definitivo    |
| C        | Zhanna Ferrario  | Pomigliano | svincolata    |
| C        | Matilde Fuganti  | Bologna    | fine prestito |
| C        | Elisa Mariani    | Verona     | definitivo    |
| C        | Jasmine Mounecif | Juventus   | definitivo    |
| C        | Giada Pondini    | Sassuolo   | definitivo    |
| C        | Iris Rabot       | Pomigliano | svincolata    |
| A        | Nina Kajzba      | Roma       | prestito      |
| A        | Gaia Lonati      | Inter      | svincolata    |
| A        | Alessia Rognoni  | Verona     | svincolata    |
| A        | Giulia Verrino   | Donna Roma | fine prestito |
| A        | Kailey Willis    | Venezia    | svincolata    |
| A        | Danila Zazzera   | Brescia    | svincolata    |

| Cessioni | Cessioni                  | Cessioni        | Cessioni      |
| R.       | Nome                      | a               | Modalità      |
| -------- | ------------------------- | --------------- | ------------- |
| P        | Alessia Capelletti        | Juventus        | svincolata    |
| P        | Gloria Ciccioli           | Ternana         | svincolata    |
| P        | Eveljn Frigotto           | Lumezzane       | svincolata    |
| P        | Giulia Zaghini            | Donna Roma      | prestito      |
| D        | Viviana Aversa            | Academy Pavia   | prestito      |
| D        | Caterina Fracaros         | Inter           | fine prestito |
| D        | Melissa Nozzi             | Lumezzane       | svincolata    |
| D        | Antoinette Jewel Williams |                 | svincolata    |
| C        | Vivien Beil               | Napoli          | svincolata    |
| C        | Azzurra Corazzi           | Arezzo          | svincolata    |
| C        | Matilde Fuganti           | Freedom         | svincolata    |
| C        | Alessia Marchetti         | San Marino      | prestito      |
| C        | Elisa Mariani             | Orobica         | prestito      |
| C        | Aurora Pantano            |                 | svincolata    |
| C        | Laura Perin               | ChievoVerona FM | svincolata    |
| C        | Ludovica Silvioni         | Bologna         | svincolata    |
| A        | Greta Di Luzio            | Como            | fine prestito |
| A        | Kelly Gago                | Nantes          | svincolata    |
| A        | Sofia Kongoulī            | AEK Atene       | svincolata    |
| A        | Giulia Verrino            | Donna Roma      | prestito      |
| A        | Kailey Willis             | Venezia         | prestito      |

### Sessione invernale
| Acquisti | Acquisti          | Acquisti  | Acquisti   |
| R.       | Nome              | da        | Modalità   |
| -------- | ----------------- | --------- | ---------- |
| D        | Lauren Lapomarda  |           | svincolata |
| C        | Annahita Zamanian | Sampdoria | definitivo |

| Cessioni | Cessioni       | Cessioni  | Cessioni   |
| R.       | Nome           | a         | Modalità   |
| -------- | -------------- | --------- | ---------- |
| D        | Giulia Asta    | Lumezzane | definitivo |
| D        | Jenny Requirez | Brescia   | prestito   |
| C        | Marika Gregis  | Orobica   | definitivo |

## Risultati

### Serie B

#### Girone d'andata
| Arbitro: | Niccolai (Pistoia) |

|                                                         |           |  |
| Rognoni 24’ (rig.) Ferrario 28’ Peruzzo 46’ Zazzera 89’ | Marcatori |  |

| Arbitro: | Santinelli (Bergamo) |

|  |           |                            |
|  | Marcatori | 75’ Ploner 90+5’ Distefano |

| Arbitro: | Costa (Busto Arsizio) |

|                                                                         |           |  |
| Rizza 15’ Kajzba 36’ Distefano 42’ (rig.) Rognoni 61’, 78’ Mounecif 83’ | Marcatori |  |

| Arbitro: | El Amil (Nichelino) |

|  |           |                                                                 |
|  | Marcatori | 10’, 30’ Rognoni 64’ Cox 70’ Ambrosi 74’ Distefano 87’ Ferrario |

| Arbitro: | Lotito (Cremona) |

|                      |           |  |
| Rognoni 16’ Masu 57’ | Marcatori |  |

| Arbitro: | Aloise (Voghera) |

|  |           |                     |
|  | Marcatori | 54’ Cox 59’ Peruzzo |

| Arbitro: | Guiotto (Schio) |

|                                        |           |  |
| Distefano 32’ Peruzzo 56’ Ferrario 65’ | Marcatori |  |

| Arbitro: | Ambrosino (Torre del Greco) |

|  |           |          |
|  | Marcatori | 17’ Masu |

| Arbitro: | Travaini (Busto Arsizio) |

|  |           |                         |
|  | Marcatori | 43’ Cavallin 84’ Picchi |

| Arbitro: | Pasquetto (Crema) |

|                                                                 |           |               |
| Rabot 28’ Ambrosi 38’ Ferrario 65’ Limardi 72’ (aut.) Ferin 75’ | Marcatori | 85’ Marchetti |

| Arbitro: | La Luna (Collegno) |

|  |           |            |
|  | Marcatori | 12’ Kajzba |

| Arbitro: | Pelaia (Pavia) |

|              |           |  |
| Ferrario 58’ | Marcatori |  |

| Arbitro: | Kovacevic (Arco-Riva) |

|                             |           |                                             |
| Sobal 8’ Peruzzo 75’ (aut.) | Marcatori | 50’ (rig.), 72’ (rig.) Rognoni 52’ Ferrario |

| Arbitro: | Giordani (Aprilia) |

|               |           |              |
| Ripamonti 45’ | Marcatori | 47’ Ferrario |

| Arbitro: | Raineri (Como) |

|             |           |  |
| Ambrosi 54’ | Marcatori |  |

#### Girone di ritorno
| Arbitro: | Manzini (Verona) |

|  |           |                                                                   |
|  | Marcatori | 16’ Distefano 30’ Ferrario 53’ Rognoni 58’ Ambrosi 90+2’ Zamanian |

| Arbitro: | Battistini (Lanciano) |

|              |           |  |
| Zamanian 53’ | Marcatori |  |

| Solofra 9 febbraio 2025, ore 14:30 CET 18ª giornata | Vis Mediterranea | 0 – 0 referto | Parma | Stadio Agostino Gallucci\| Arbitro: \| Zito (Rossano) \| |
| Arbitro:                                            | Zito (Rossano)   |               |       |                                                          |

| Arbitro: | Mariani (Livorno) |

|                                                              |           |  |
| Ambrosi 30’ Rognoni 40’ (rig.) Distefano 48’, 65’ Lonati 72’ | Marcatori |  |

| Arbitro: | Grieco (Ascoli Piceno) |

|            |           |                 |
| Jansen 38’ | Marcatori | 90+4’ Benedetti |

| Arbitro: | Isoardi (Cuneo) |

|                      |           |                        |
| Rabot 35’ Kajzba 63’ | Marcatori | 10’ Golob 44’ De Biase |

| Arbitro: | Massari (Torino) |

|                    |           |                                   |
| Pinna 45+1’ (rig.) | Marcatori | 35’ (rig.), 41’ Ferrario 57’ Masu |

| Arbitro: | Meta (Vicenza) |

|                                                      |           |  |
| Ferin 14’, 75’ Distefano 45’ Ambrosi 64’ Iardino 88’ | Marcatori |  |

| Arbitro: | De Stefanis (Udine) |

|  |           |                                            |
|  | Marcatori | 3’ Ferin 15’ Distefano 77’ (rig.) Ferrario |

| Arbitro: | Bianchi (Prato) |

|  |           |                                            |
|  | Marcatori | 11’ Ambrosi 50’, 57’ Distefano 84’ Rognoni |

| Arbitro: | Lotito (Cremona) |

|            |           |  |
| Lonati 52’ | Marcatori |  |

| Arbitro: | Morello (Tivoli) |

|  |           |                         |
|  | Marcatori | 16’ Lonati 51’ Ferrario |

| Arbitro: | Acquafredda (Molfetta) |

|            |           |  |
| Kajzba 70’ | Marcatori |  |

| Noceto 11 maggio 2025, ore 15:00 CEST 29ª giornata | Parma        | 0 – 0 referto | Ternana | Stadio Il Noce\| Arbitro: \| Papi (Prato) \| |
| Arbitro:                                           | Papi (Prato) |               |         |                                              |

| Arbitro: | Costa (Busto Arsizio) |

|                 |           |                        |
| Coda 21’ (rig.) | Marcatori | 57’ Rognoni 66’ Kajzba |

### Coppa Italia
| Arbitro: | Barbatelli (Macerata) |

|  |           |                                |
|  | Marcatori | 9’ Cox 30’ Ferrario 75’ Kajzba |

| Arbitro: | Massari (Torino) |

|                        |           |                                                           |
| Kajzba 73’ Rognoni 75’ | Marcatori | 32’ Bugeja 79’, 112’ Cambiaghi 101’ Karchouni 107’ Magull |

## Statistiche

### Statistiche di squadra
| Competizione | Punti | In casa | In casa | In casa | In casa | In casa | In casa | In trasferta | In trasferta | In trasferta | In trasferta | In trasferta | In trasferta | Totale | Totale | Totale | Totale | Totale | Totale | DR  |
| Competizione | Punti | G       | V       | N       | P       | Gf      | Gs      | G            | V            | N            | P            | Gf           | Gs           | G      | V      | N      | P      | Gf     | Gs     | DR  |
| ------------ | ----- | ------- | ------- | ------- | ------- | ------- | ------- | ------------ | ------------ | ------------ | ------------ | ------------ | ------------ | ------ | ------ | ------ | ------ | ------ | ------ | --- |
| Serie B      | 77    | 15      | 12      | 2       | 1       | 37      | 5       | 15           | 12           | 3            | 0            | 36           | 6            | 30     | 24     | 5      | 1      | 73     | 11     | +62 |
| Coppa Italia | -     | 1       | 0       | 0       | 1       | 2       | 5       | 1            | 1            | 0            | 0            | 3            | 0            | 2      | 1      | 0      | 1      | 5      | 5      | 0   |
| Totale       | -     | 16      | 12      | 2       | 2       | 39      | 10      | 16           | 13           | 3            | 0            | 39           | 6            | 32     | 25     | 5      | 2      | 78     | 16     | +62 |

### Andamento in campionato
| Giornata  | 1 | 2 | 3 | 4 | 5 | 6 | 7 | 8 | 9 | 10 | 11 | 12 | 13 | 14 | 15 | 16 | 17 | 18 | 19 | 20 | 21 | 22 | 23 | 24 | 25 | 26 | 27 | 28 | 29 | 30 |
| --------- | - | - | - | - | - | - | - | - | - | -- | -- | -- | -- | -- | -- | -- | -- | -- | -- | -- | -- | -- | -- | -- | -- | -- | -- | -- | -- | -- |
| Luogo     | C | T | C | T | C | T | C | T | C | C  | T  | C  | T  | T  | C  | T  | C  | T  | C  | T  | C  | T  | C  | T  | T  | C  | T  | C  | C  | T  |
| Risultato | V | V | V | V | V | V | V | V | P | V  | V  | V  | V  | N  | V  | V  | V  | N  | V  | N  | N  | V  | V  | V  | V  | V  | V  | V  | N  | V  |
| Posizione | 2 | 2 | 1 | 1 | 1 | 1 | 1 | 1 | 2 | 1  | 1  | 1  | 1  | 1  | 1  | 1  | 1  | 1  | 1  | 2  | 2  | 2  | 2  | 2  | 2  | 2  | 2  | 2  | 2  | 2  |

Legenda:

Luogo: C = Casa; T = Trasferta. Risultato: V = Vittoria; N = Pareggio; P = Sconfitta.

### Statistiche dei giocatori
Sono in corsivo le calciatrici che hanno lasciato la società a stagione in corso.
| Giocatore    | Serie B  | Serie B | Serie B     | Serie B    | Coppa Italia | Coppa Italia | Coppa Italia | Coppa Italia | Totale   | Totale | Totale      | Totale     |
| Giocatore    | Presenze | Reti    | Ammonizioni | Espulsioni | Presenze     | Reti         | Ammonizioni  | Espulsioni   | Presenze | Reti   | Ammonizioni | Espulsioni |
| ------------ | -------- | ------- | ----------- | ---------- | ------------ | ------------ | ------------ | ------------ | -------- | ------ | ----------- | ---------- |
| C. Ambrosi   | 29       | 7       | 2           | 0          | 2            | 0            | 0            | 0            | 31       | 7      | 2           | 0          |
| G. Asta      | 8        | 0       | 0           | 0          | 2            | 0            | 0            | 0            | 10       | 0      | 0           | 0          |
| V. Benedetti | 22       | 1       | 0           | 0          | 1            | 0            | 0            | 0            | 23       | 1      | 0           | 0          |
| A. Catelli   | 9        | 0       | 0           | 0          | 0            | 0            | 0            | 0            | 9        | 0      | 0           | 0          |
| C. Cini      | 0        | 0       | 0           | 0          | 1            | 0            | 0            | 0            | 1        | 0      | 0           | 0          |
| M. Copetti   | 27       | -11     | 0           | 0          | 0            | 0            | 0            | 0            | 27       | -11    | 0           | 0          |
| D. Cox       | 22       | 2       | 2           | 0          | 2            | 1            | 0            | 0            | 24       | 3      | 2           | 0          |
| G. Distefano | 26       | 11      | 3           | 0          | 2            | 0            | 0            | 0            | 28       | 11     | 3           | 0          |
| C. Ferin     | 24       | 4       | 0           | 0          | 1            | 0            | 0            | 0            | 25       | 4      | 0           | 0          |
| Z. Ferrario  | 29       | 12      | 2           | 0          | 2            | 1            | 0            | 0            | 31       | 13     | 2           | 0          |
| F. Fierro    | 4        | -5      | 0           | 0          | 1            | -0           | 0            | 0            | 5        | -5     | 0           | 0          |
| M. Gueguen   | 1        | 0       | 0           | 0          | 0            | 0            | 0            | 0            | 1        | 0      | 0           | 0          |
| S. Iardino   | 3        | 1       | 0           | 0          | 0            | 0            | 0            | 0            | 3        | 1      | 0           | 0          |
| N. Kajzba    | 29       | 5       | 1           | 0          | 2            | 2            | 0            | 0            | 31       | 7      | 1           | 0          |
| L. Lapomarda | 2        | 0       | 0           | 0          | 0            | 0            | 0            | 0            | 2        | 0      | 0           | 0          |
| G. Lonati    | 20       | 3       | 0           | 0          | 0            | 0            | 0            | 0            | 20       | 3      | 0           | 0          |
| C. Masu      | 25       | 3       | 4           | 0          | 0            | 0            | 0            | 0            | 25       | 3      | 4           | 0          |
| S. Meneghini | 15       | 0       | 2           | 0          | 1            | 0            | 0            | 0            | 16       | 0      | 2           | 0          |
| J. Mounecif  | 5        | 1       | 0           | 0          | 2            | 0            | 0            | 0            | 7        | 1      | 0           | 0          |
| E. Nichele   | 14       | 0       | 1           | 0          | 1            | 0            | 0            | 0            | 15       | 0      | 1           | 0          |
| L. Peruzzo   | 28       | 3       | 4           | 0          | 1            | 0            | 0            | 0            | 29       | 3      | 4           | 0          |
| S. Ploner    | 7        | 1       | 0           | 0          | 1            | 0            | 0            | 0            | 8        | 1      | 0           | 0          |
| G. Pondini   | 30       | 0       | 0           | 0          | 2            | 0            | 0            | 0            | 32       | 0      | 0           | 0          |
| I. Rabot     | 22       | 2       | 0           | 0          | 2            | 0            | 0            | 0            | 24       | 2      | 0           | 0          |
| J. Requirez  | 1        | 0       | 0           | 0          | 1            | 0            | 0            | 0            | 2        | 0      | 0           | 0          |
| F. Rizza     | 15       | 1       | 0           | 0          | 1            | 0            | 0            | 0            | 16       | 1      | 0           | 0          |
| A. Rognoni   | 23       | 12      | 0           | 0          | 2            | 1            | 0            | 0            | 25       | 13     | 0           | 0          |
| L. Sassi     | 0        | 0       | 0           | 0          | 0            | 0            | 0            | 0            | 0        | 0      | 0           | 0          |
| A. Zamanian  | 12       | 2       | 1           | 0          | 0            | 0            | 0            | 0            | 12       | 2      | 1           | 0          |
| D. Zazzera   | 18       | 1       | 3           | 0          | 2            | 0            | 0            | 0            | 20       | 1      | 3           | 0          |